# Pallacanestro femminile ai XV Giochi del Mediterraneo
Il torneo di pallacanestro femminile ai XV Giochi del Mediterraneo si è svolto nel 2005 in Spagna, ed ha visto l'affermazione della Turchia,  vincitrice della medaglia d'oro battendo in finale la Croazia, mentre la Spagna è salita sul terzo gradino del podio vincendo contro la squadra ellenica.

## Gironi
| Gruppo A              | Gruppo B               |
| --------------------- | ---------------------- |
| Italia Grecia Croazia | Spagna Turchia Francia |

## Svolgimento

### Eliminatorie
| 26 giugno 2005 | Croazia | 65 – 43 | Grecia |  |

| 27 giugno 2005 | Italia | 72 – 80 | Grecia |  |

| 28 giugno 2005 | Croazia | 76 – 60 | Italia |  |

| 26 giugno 2005 | Spagna | 69 – 62 | Francia |  |

| 27 giugno 2005 | Turchia | 78 – 68 | Francia |  |

| 28 giugno 2005 | Spagna | 65 – 74 | Turchia |  |

| Finale 5º/6º posto \| 29 giugno 2005 \| Italia \| 70 – 65 \| Francia \| \| |        |         |         |  |
| 29 giugno 2005                                                             | Italia | 70 – 65 | Francia |  |

### Fase finale
|  | Semifinali | Semifinali | Semifinali |         |         | Finale          | Finale          | Finale          |  |
|  |            |            |            |         |         |                 |                 |                 |  |
|  | Turchia    | Turchia    | 85         |         |         |                 |                 |                 |  |
|  | Turchia    | Turchia    | 85         |         |         |                 |                 |                 |  |
|  | Grecia     | Grecia     | 60         |         |         |                 |                 |                 |  |
|  | Grecia     | Grecia     | 60         |         | Turchia | Turchia         | 68              |                 |  |
|  |            |            |            |         | Turchia | Turchia         | 68              |                 |  |
|  |            |            | Croazia    | Croazia | 66      |                 |                 |                 |  |
|  | Croazia    | Croazia    | Croazia    | Croazia | 66      | 85              |                 |                 |  |
|  | Croazia    | Croazia    |            |         |         | 85              |                 |                 |  |
|  | Spagna     | Spagna     | 65         |         |         | Finale 3º posto | Finale 3º posto | Finale 3º posto |  |
|  | Spagna     | Spagna     | 65         |         |         |                 |                 |                 |  |
|  |            |            |            |         |         |                 |                 |                 |  |
|  |            |            |            |         |         | Grecia          | Grecia          | 51              |  |
|  |            |            |            |         |         | Grecia          | Grecia          | 51              |  |
|  |            |            |            |         |         | Spagna          | Spagna          | 68              |  |

### Classifica finale
| - | Paese   | Formazione |
| - | ------- | --- |
|   | Turchia | TurchiaAkkaya, Engin, Horasan, İvegin, Özyiğit, Tunçluer, Vardarlı, Yiğit, Yıldızoğlu, Yılmaz, Yücesir, Yüksel, All. -                      |
|   | Croazia | CroaziaČakić, Erceg, Ivezić, Jelavić, Klein-Šumanovac, Maloča, Mandir, Marohnić, Pešić, Podrug, Roca, Serdar, All. Viktor Kovać             |
|   | Spagna  | SpagnaÁlamo, Antoja, Blanco, Camps, Gallego, Jordana, Montañana, Montesdeoca, Navarrete, Palomares, Seguí, Zurro, All. -                    |
| 4 | Grecia  | GreciaGialitakī, Kanatselou, Karadīma, Karampatzakī, Kosma, Kyriakopoulou, Mouzakī, Nikolaidou, Prassa, Spatharou, Tsaroucha, Zerva, All. - |
| 5 | Italia  | ItaliaBalleggi, Ciampoli, Cirone, Danzi, Diamanti, Franchini, Gentile, Gibertini, Meneghel, Paterna, Ramon, Zanon, All. Gianni Lambruschi   |
| 6 | Francia | FranciaBadé, Beikes, Bonnan, Dijon, Gomis, Aubert, Lacroix, Palie, Reghaissia, Robert, Salagnac, Skrela, All. -                             |